# Frederik Adolf, vévoda z Östergötlandu
Princ Frederik Adolf, vévoda z Östergötlandu (švédsky: Fredrik Adolf; 18. července 1750, Drottningholm – 12. prosince 1803, Montpellier) byl švédský princ, nejmladší syn krále Adolfa I. Fridricha Švédského a Luisy Ulriky Pruské, sestry pruského krále Fridricha II. Velikého. Byl mu udělen titul vévoda z Östergötlandu.

## Život
V dětství byl Frederik Adolf pod opatrovnictvím Ulricy Schönströmové. Vévoda byl popisován jako „nejkrásnější princ v Evropě“. Jeho matka o něm říkala, že je citlivý a rozmazlený. On a jeho sestra Žofie Albertina byli matčinými oblíbenci a také si byli navzájem oddaní. Během rodinných konfliktů, jako byl následnický skandál, během kterého byla zpochybněna legitimita korunního prince v roce 1778, stál on a jeho sestra na matčině straně proti svým bratrům Karlovi a Gustavovi. Jako dítě měl slabé zdraví a divokou povahu. Jeho vzdělání bylo poněkud nedostatečné.
Frederik se v roce 1762 stal plukovníkem, v roce 1768 generálmajorem, v roce 1774 generálporučíkem, v roce 1775 velitelem pluku Västmanland a v roce 1792 polním maršálem. Během revoluce v roce 1772 dostal od svého bratra Gustava III. za úkol agitovat v Södermanlandu a Östergötlandu.

### Vláda Gustava III.

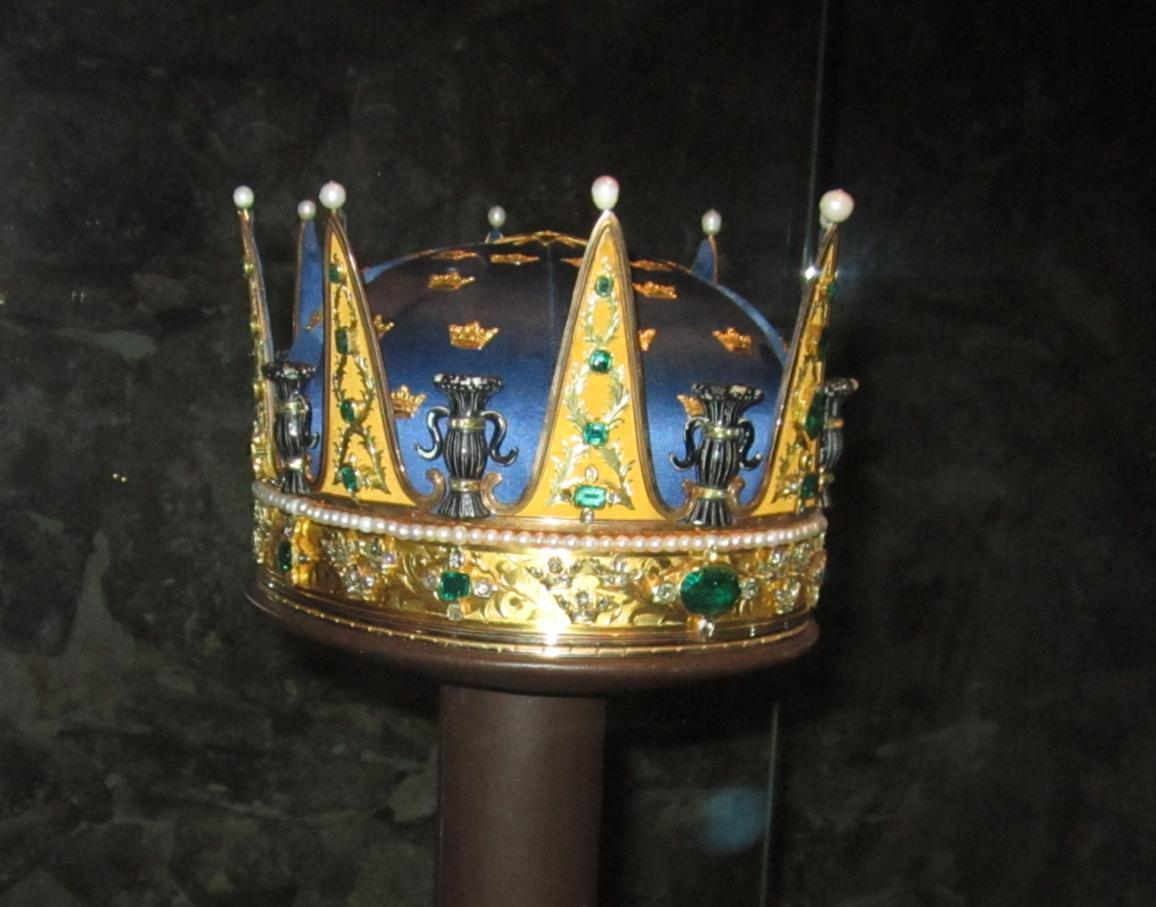
Hodnostní koruna vytvořená pro prince Frederika Adolfa a nošená na korunovaci jeho bratra Gustava v roce 1772

Dne 8. září 1772 mu byl udělen titul vévoda z Östergötlandu a jeho rezidencí byl Tullgarnský palác.
Během velkého následnického skandálu, takzvané Munckovy aféry v roce 1778, kdy královna vdova Luisa Ulrika zpochybnila legitimitu korunního prince s odkazem na fámy, že Gustav III. přesvědčil Adolfa Fredrika Muncka, aby oplodnil královnu Žofii Magdalenu Dánskou, se Frederik postavil na stranu své matky a hájil ji před králem poukazem na to, že tyto fámy nevymyslela jejich matka, ale byly ve společnosti velice rozšířené, a svému bratru králi údajně řekl: „Mluví o tom celé město. Lidé věří, že nejsi tak úplně muž, a že z tohoto důvodu jsi přemluvil královnu do styku s jiným mužem, abys měl dědice Království.“ Byl to právě Frederik, kdo přesvědčil Luisu Ulriku, aby přijmula Gustava III. na své smrtelné posteli v roce 1782.
Jeho švagrová Hedvika Šlesvicko-Holštýnsko-Gottorpská ho popisovala jako krásného, s výraznýma očima a bezstarostnou povahou. Gustav III. údajně neměl vysoké mínění o jeho inteligenci. Frederik byl čestným členem Královské švédské akademie výtvarných umění a občas projevoval opravdový zájem o záležitosti akademie, stejně jako o vedení västmanlandského pluku. Hodně času trávil na venkově na svém panství, Tullgarnu.
Frederik v roce 1788 sloužil v rusko-švédské válce ve Finsku. Během bitvy u Hoglandu si Frederik přál poslat svému bratrovi, vévodovi Karlovi, posily. Tomu bylo zabráněno a Frederik na protest proti Gustavu III., o kterém hovořil jako o tyranovi, opustil armádu. V roce 1789 se zapojil do plánovaného puče své švagrové s cílem sesadit panovníka. Na podzim roku 1789 Hedvika plánovala sesadit Gustava III. z trůnu a na jeho místo dosadit svého manžela vévodu Karla. Jejím ideálem byla švédská ústava z roku 1772. Spolupracovala s princem Frederikem Adolfem a Gustafem Adolfem Reuterholmem. Plánem bylo donutit Karla, aby se stal symbolem opozice. Když však nadešel čas, aby Karel začal jednat, odmítl, což v podstatě převrat zastavilo.

### Vláda Gustava IV. Adolfa
V roce 1800 Frederik Adolf ze zdravotních důvodů opustil Švédsko a odcestoval do Německa a poté do Francie. Zemřel v Montpellier ve Francii v roce 1803.

### Osobní život
Princ Frederik Adolf je historicky nejznámější pro svůj milostný život. Nikdy se neoženil a ceremoniální povinnosti jeho manželky vykonávala jeho sestra Žofie Albertina. Několikrát se zasnoubil, ale ke sňatku nakonec nikdy nedošlo. Poprvé požádal o ruku hraběnku Ullu von Höpken, ale ta už byla provdána za jiného, a on v roce 1770 doprovodil svého bratra Gustava do Francie, aby na ni zapomněl.
V roce 1774 požádal o ruku sestřenici své bývalé lásky, hraběnku Sophii von Fersen, dceru Axela von Fersena staršího a sestru Axela von Fersena mladšího, údajného milence Marie Antoinetty. Ona i její otec odmítli, protože se báli, že by s ní jeho bratr a matka, která se zdráhala se sňatkem souhlasit, špatně zacházeli, a protože byla již zasnoubená. Frederik Adolf byl v roce 1776 poslán do Itálie, kde zůstal až do její svatby. 
V letech 1778 až 1795 žil ve šťastném vztahu s baletkou Sophie Hagmanovou, která byla u dvora velmi oblíbená a měl s ní dceru Žofii Frederiku. V roce 1780 dočasně ukončil svůj vztah s Hagmanovou a požádal o ruku šlechtičnu Margarethu Lovisu Wrangelovou, se kterou se neformálně zasnoubil. Král dal souhlas k sňatku pod podmínkou, že bude odložen o rok, během kterého byla Wrangelová poslána do Skánie s tím, že jeho bratr si sňatek do roka rozmyslí. To se také stalo a Frederik Adolf se v roce 1781 vrátil k Hagmanové. 
Poté, co jeho vztah s Hagmanovou skončil, požádal v roce 1797 o ruku britskou princeznu Augustu Žofii Hannoverskou a poté, co skončil jeho vztah s Euphrosyne Löfovou, požádal v roce 1801 o roku kuronskou vévodkyní vdovu Dorotheu von Medem, ale ani jeden z těchto sňatků se nakonec neuskutečnil.

## Vývod z předků
Zdroj:
|                                        |                                                 |  |                               |                                          |  |  |  |  |  |  |  | Fridrich III. Holštýnsko-Gottorpský |
|                                        |                                                 |  |                               |                                          |  |  |  |  |  |  |  |                                     |
|                                        | Kristián Albrecht Holštýnsko-Gottorpský         |  |                               |                                          |  |  |  |  |  |  |  |                                     |
|                                        |                                                 |  |                               |                                          |  |  |  |  |  |  |  |                                     |
|                                        |                                                 |  |                               | Marie Alžběta Saská                      |  |  |  |  |  |  |  |                                     |
|                                        |                                                 |  |                               |                                          |  |  |  |  |  |  |  |                                     |
|                                        | Kristián August Šlesvicko-Holštýnsko-Gottorpský |  |                               |                                          |  |  |  |  |  |  |  |                                     |
|                                        |                                                 |  |                               |                                          |  |  |  |  |  |  |  |                                     |
|                                        |                                                 |  |                               | Frederik III. Dánský                     |  |  |  |  |  |  |  |                                     |
|                                        |                                                 |  |                               |                                          |  |  |  |  |  |  |  |                                     |
|                                        | Frederika Amálie Dánská                         |  |                               |                                          |  |  |  |  |  |  |  |                                     |
|                                        |                                                 |  |                               |                                          |  |  |  |  |  |  |  |                                     |
|                                        |                                                 |  |                               | Žofie Amálie Brunšvická                  |  |  |  |  |  |  |  |                                     |
|                                        |                                                 |  |                               |                                          |  |  |  |  |  |  |  |                                     |
|                                        | Adolf I. Fridrich Švédský                       |  |                               |                                          |  |  |  |  |  |  |  |                                     |
|                                        |                                                 |  |                               |                                          |  |  |  |  |  |  |  |                                     |
|                                        |                                                 |  |                               | Fridrich VI. Bádensko-Durlašský          |  |  |  |  |  |  |  |                                     |
|                                        |                                                 |  |                               |                                          |  |  |  |  |  |  |  |                                     |
|                                        | Fridrich VII. Bádensko-Durlašský                |  |                               |                                          |  |  |  |  |  |  |  |                                     |
|                                        |                                                 |  |                               |                                          |  |  |  |  |  |  |  |                                     |
|                                        |                                                 |  |                               | Kristýna Magdalena Falcko-Zweibrückenská |  |  |  |  |  |  |  |                                     |
|                                        |                                                 |  |                               |                                          |  |  |  |  |  |  |  |                                     |
|                                        | Albertina Frederika Bádensko-Durlašská          |  |                               |                                          |  |  |  |  |  |  |  |                                     |
|                                        |                                                 |  |                               |                                          |  |  |  |  |  |  |  |                                     |
|                                        |                                                 |  |                               | Fridrich III. Holštýnsko-Gottorpský      |  |  |  |  |  |  |  |                                     |
|                                        |                                                 |  |                               |                                          |  |  |  |  |  |  |  |                                     |
|                                        | Augusta Marie Holštýnsko-Gottorpská             |  |                               |                                          |  |  |  |  |  |  |  |                                     |
|                                        |                                                 |  |                               |                                          |  |  |  |  |  |  |  |                                     |
|                                        |                                                 |  |                               | Marie Alžběta Saská                      |  |  |  |  |  |  |  |                                     |
|                                        |                                                 |  |                               |                                          |  |  |  |  |  |  |  |                                     |
| Frederik Adolf, vévoda z Östergötlandu |                                                 |  |                               |                                          |  |  |  |  |  |  |  |                                     |
|                                        |                                                 |  |                               |                                          |  |  |  |  |  |  |  |                                     |
|                                        |                                                 |  | Fridrich Vilém I. Braniborský |                                          |  |  |  |  |  |  |  |                                     |
|                                        |                                                 |  |                               |                                          |  |  |  |  |  |  |  |                                     |
|                                        | Fridrich I. Pruský                              |  |                               |                                          |  |  |  |  |  |  |  |                                     |
|                                        |                                                 |  |                               |                                          |  |  |  |  |  |  |  |                                     |
|                                        |                                                 |  |                               | Luisa Henrietta Nasavská                 |  |  |  |  |  |  |  |                                     |
|                                        |                                                 |  |                               |                                          |  |  |  |  |  |  |  |                                     |
|                                        | Fridrich Vilém I. Pruský                        |  |                               |                                          |  |  |  |  |  |  |  |                                     |
|                                        |                                                 |  |                               |                                          |  |  |  |  |  |  |  |                                     |
|                                        |                                                 |  |                               | Arnošt August Brunšvicko-Lüneburský      |  |  |  |  |  |  |  |                                     |
|                                        |                                                 |  |                               |                                          |  |  |  |  |  |  |  |                                     |
|                                        | Žofie Šarlota Hannoverská                       |  |                               |                                          |  |  |  |  |  |  |  |                                     |
|                                        |                                                 |  |                               |                                          |  |  |  |  |  |  |  |                                     |
|                                        |                                                 |  |                               | Žofie Hannoverská                        |  |  |  |  |  |  |  |                                     |
|                                        |                                                 |  |                               |                                          |  |  |  |  |  |  |  |                                     |
|                                        | Luisa Ulrika Pruská                             |  |                               |                                          |  |  |  |  |  |  |  |                                     |
|                                        |                                                 |  |                               |                                          |  |  |  |  |  |  |  |                                     |
|                                        |                                                 |  |                               | Arnošt August Brunšvicko-Lüneburský      |  |  |  |  |  |  |  |                                     |
|                                        |                                                 |  |                               |                                          |  |  |  |  |  |  |  |                                     |
|                                        | Jiří I. Britský                                 |  |                               |                                          |  |  |  |  |  |  |  |                                     |
|                                        |                                                 |  |                               |                                          |  |  |  |  |  |  |  |                                     |
|                                        |                                                 |  |                               | Žofie Hannoverská                        |  |  |  |  |  |  |  |                                     |
|                                        |                                                 |  |                               |                                          |  |  |  |  |  |  |  |                                     |
|                                        | Žofie Dorotea Hannoverská                       |  |                               |                                          |  |  |  |  |  |  |  |                                     |
|                                        |                                                 |  |                               |                                          |  |  |  |  |  |  |  |                                     |
|                                        |                                                 |  |                               | Jiří Vilém Brunšvicko-Lüneburský         |  |  |  |  |  |  |  |                                     |
|                                        |                                                 |  |                               |                                          |  |  |  |  |  |  |  |                                     |
|                                        | Žofie Dorotea z Celle                           |  |                               |                                          |  |  |  |  |  |  |  |                                     |
|                                        |                                                 |  |                               |                                          |  |  |  |  |  |  |  |                                     |
|                                        |                                                 |  |                               | Éléonore d'Olbreuse                      |  |  |  |  |  |  |  |                                     |
|                                        |                                                 |  |                               |                                          |  |  |  |  |  |  |  |                                     |